# Betty Comden en Adolph Green
Betty Comden en Adolph Green vormden een schrijversduo dat na hun ontmoeting in 1939 zo'n zestig jaar lang samen schreef aan musicals en filmscenario's. Ze behaalden grote successen eind jaren veertig en begin jaren vijftig toen ze deel uitmaakten van de Freed Unit van producer Alan Freed bij Metro-Goldwyn-Mayer. Ze schreven onder andere het scenario voor de beroemde M-G-M filmmusicals On the Town, Singin' in the Rain, en The Band Wagon. Later waren ze even succesvol op Broadway met musicals en revues. Omdat het duo decennialang samenwerkte, dachten veel mensen abusievelijk dat Comden en Green getrouwd waren. 

## On the Town
Betty Comden (geboren als Elizabeth Cohen op 3 mei 1917 in New York) ontmoette Adolph Green (geboren op 2 december 1914 in New York) in 1939. Beiden hadden tevergeefs geprobeerd om acteur te worden, waarna ze besloten zelf een gezelschap op te richten. Dat werd het cabaretgroepje onder de naam The Revuers, waarmee ze optraden in de club Village Vanguard in de New Yorkse wijk Greenwich Village. 
Al snel bleek dat Comden en Green talentvolle schrijvers waren. In 1944 schreven ze hun eerste musical, On the Town, waarin ze ook zelf acteerden. Na het succes van On the Town op Broadway volgden twee flops, Billion Dollar Baby uit 1945 en Bonanza Bound uit 1947. De laatste show haalde zelfs Broadway niet. Het duo vertrok naar Hollywood waren ze gingen werken voor M-G-M. Daar was producent Alan Freed aan het werk met de zogenaamde Freed Unit, een onafhankelijk eenheid bij M-G-M die verantwoordelijk was voor een groot aantal filmmusicals.

## Hollywood
Ze schreven het scenario voor Good News en later voor The Barkleys of Broadway uit 1949. In de laatstgenoemde film werd Fred Astaire weer herenigd met Ginger Rogers. Een echte topper haalden ze in hetzelfde jaar binnen met de filmadaptatie van hun eigen libretto voor On the Town met Gene Kelly en Frank Sinatra. Voor Gene Kelly schreven ze ook de teksten voor de filmmusical Take Me Out to the Ballgame ook uit 1949. De samenwerking met Kelly werd voortgezet in hun meest beroemde filmmusical Singin' in the Rain uit 1952, waarvoor ze ook de verhaalstructuur bedachten (de overgang van de zwijgende film naar de sprekende film). In The Band Wagon zijn de hoofdpersonages Lester en Lily, een schrijversteam, een duidelijke parodie op henzelf. Halverwege de jaren vijftig ging het minder met de filmmusicals van M-G-M. It's Always Fair Weather met Gene Kelly flopte en hoewel er nog filmmusicals gemaakt zouden waren de gouden jaren van de M-G-M-musical voorbij. Voor Comden en Green veranderde er weinig, ze gingen weer terug naar het toneel. Ze kwamen terug op Broadway met de revue Two on the Aisle en de musicals Wonderful Town en Bells Are Ringing. In 1958 stonden Comden en Green zelf weer op het toneel met hun Broadwayrevue A Party with Betty Comden and Adolph Green.

## Broadway
In de jaren zestig bleven Comden en Green actief op Broadway. Ze werkten intensief samen met componist Jule Styne en leverden teksten voor de musicals Do Re Mi, Subways Are For Sleeping, Fade Out - Fade In en Hallelujah, Baby!. Voor de laatste musical kregen ze een Tony Award. Waar ze in de jaren vijftig Broadwaymusicals omwerkten tot filmmusicals, daar werkten ze in de jaren zeventig Hollywoodfilms om tot Broadwaymusicals, zoals Applause uit 1970, waar ze de film All About Eve omwerkten. Hun grootste flop was in 1980 met A Doll's Life. Het was bedoeld als onafhankelijk vervolg op Henrik Ibsens toneelstuk A Doll's House. In het stuk van Comden en Green wordt de hoofdpersoon uit Ibsens stuk, Nora, gevolgd na haar scheiding. Hoewel Comden en Green een Tony kregen voor het libretto, haalde het stuk slechts vijf voorstellingen. Een grote hit behaalden ze met The Will Rogers Follies uit 1991 op muziek van Cy Coleman.

## Een dynamisch duo
Comden en Green (hun namen werden altijd alfabetisch gerangschikt) waren niet getrouwd. Hoewel veel mensen dat wel dachten. Betty Comden was gehuwd tot de dood van haar man in 1979 en zou daarna niet meer hertrouwen. Adolph Green trad drie keer in het huwelijk. De samenwerking tussen beide scenaristen was gebaseerd op wederzijds respect. Volgens Betty Comden hadden ze een soort radar voor elkaars creativiteit, ze schreven nooit los van elkaar. Voor elk scenario gingen ze in dezelfde kamer zitten, waarbij Comden plaatsnam achter de schrijfmachine en Green op en neer liep. De ideeën vlogen heen en weer en Comden noteerde ze in een soort steno. Omdat ze hetzelfde soort gevoel voor humor hadden, konden ze goed samenwerken en vaak wisten ze aan het eind van de dag niet meer wie nu wat had geschreven.

## Samenwerken tot het einde
Ook na het succes The Will Rogers Follies bleef het duo samenwerken. Beide schrijvers waren nu ver in de zeventig, maar er veranderde weinig aan hun werkdiscipline. In 1997 was er weer een revue met hun liedjes, onder de titel "The Show Must Go On: Fifty Years of Comden and Green," en in 1998 schreven ze nog een nieuw libretto voor de operette Die Fledermaus. 
Hun samenwerking eindigde definitief met de dood van Adolph Green op 23 oktober 2002. Betty Comden was al geruime tijd ziek toen ze in 2006 stierf aan een hartaanval.

## Liedjes
Comden en Green schreven een groot aantal liedjes tijdens hun lange samenwerking. De bekendste nummers zijn:
- Just In Time
- Make Someone Happy
- Lonely Town
- Some Other Time
- "Never Never Land,
- It's Love
- Long Before I Knew You
- Lucky To Be Me
- New York, New York
- The Party's Over
- The Right Girl For Me

## Prijzen
Tony Awards
- 1991 Tony Award voor Beste originele muziek (The Will Rogers Follies)
- 1986 Genomineerd voor een Tony Award for Beste Libretto (Singin' in the Rain)
- 1983 Genomineerd voor een Tony Award for Beste Libretto (A Doll's Life)
- 1983 Genomineerd voor een Tony Award for Best originele muziek (A Doll's Life)
- 1978 Tony Award voor Beste Libretto (On the Twentieth Century)
- 1978 Tony Award voor Beste originele muziek (On the Twentieth Century)
- 1970 Tony Award voor Beste Musical (Applause)
- 1968 Tony Award voor Beste Componist en Tekstschrijver (Hallelujah, Baby!)
- 1968 Tony Award for Beste Musical (Hallelujah, Baby!)
- 1961 Genomineerd voor een Tony Award for Beste Musical (Do Re Mi)
- 1957 Genomineerd voor een Tony Award for Best Musical (Bells Are Ringing)
- 1953 Tony Award for Beste Musical (Wonderful Town)

Writers Guild Award:
- 1949 On the Town
- 1952 Singin' in the Rain
- 1960 Bells Are Ringing

## Films
Comden en Green schreven de liedteksten en/of scenario's voor de volgende films:
- 1947 - Good News
- 1948 - Take Me Out to the Ball Game
- 1949 - The Barkleys of Broadway
- 1949 - On the Town
- 1952 - Singin' in the Rain
- 1953 - The Band Wagon
- 1955 - It's Always Fair Weather
- 1958 - Auntie Mame
- 1960 - Bells Are Ringing
- 1964 - What a Way to Go!